# Boumba (flod)
Boumba eller Bumba, i dets øvre løb Wumo, er en flod der løber i det sydlige Camerouns plateau i det sydøstlige Cameroun.

## Flodens løb
Floden har, ligesom Nyong, sine kilder,  i et tæt netværk af floder omkring 30 kilometer øst for byen Abong-Mbang, i et sumpområde i regnskoven. Den har kun et meget lille fald i de øvre løb og er derfor sejlbar for mindre skibe. I de nedre løb er der til gengæld mange strømfald. Boumba- og Dja-floderne løber sammen nær landsbyen  Moloundou og bliver til Ngoko.

## Økologi
Floden løber gennem Boumba-Bek nationalpark, som ligger mellem Boumba og Bek. Det skovklædte område omkring floden er et komplekst økosystem som beboes af Bakafolket, somlever af jagt og landbrug. Krybskytteri og elfenbenssmugling er udbredt i området.
- Området kan være oprindelsen til HIV.[4]
- Den legendariske, mystiske Mokele-Mbembe siges at være blevet set i floden i 2000.